# Kim Birke
Kim Karina Birke (* 29. Dezember 1987 in Hannover) ist eine ehemalige deutsche Handballspielerin, die über viele Jahre beim Bundesligisten VfL Oldenburg unter Vertrag stand.

## Sportliche Laufbahn
Birke begann das Handballspielen beim SC Germania List. Sie durchlief alle Jugend- und Juniorinnenauswahlen und war für Deutschland 2004 bei der Juniorinnen-EM in Tschechien mit dabei. Ab 2005 stand die 1,72 m große Linksaußen beim Bundesligisten VfL Oldenburg unter Vertrag. In ihrer jungen Karriere erlitt Birke drei Kreuzbandrisse, doch kämpfte sie sich immer wieder zurück ins Bundesligateam des VfL Oldenburg. 2009, 2012 und 2018 gewann sie mit der Mannschaft den DHB-Pokal sowie 2009 auch den Supercup. Nach der Saison 2018/19 beendete sie ihre Karriere. Nachdem sich in der Saisonvorbereitung 2022/23 die Außenspielerinnen Jane Martens und Lana Teiken verletzt hatten, wurde Birke nochmals vom VfL Oldenburg reaktiviert.

## Erfolge
- 2008 Siegerin des Challenge Cup
- 2009 DHB-Pokal-Sieger
- 2009 Supercup-Gewinnerin
- 2012 DHB-Pokal-Sieger
- 2018 DHB-Pokal-Sieger